# Adelphochernes mindanensis
Adelphochernes mindanensis är en spindeldjursart som beskrevs av Beier 1937. Adelphochernes mindanensis ingår i släktet Adelphochernes och familjen blindklokrypare. Inga underarter finns listade i Catalogue of Life.